# Le Repas fantastique
Le Repas fantastique és un curtmetratge mut de trucs francès de l'any 1900 dirigit per Georges Méliès.

## Trama
Dues dones i un home, intentant sopar, es troben davant d'esdeveniments màgics: les cadires es mouen, la sopa creix, les botes en surten, les potes de la taula canvien de llarg, la taula apareix i reapareix. Un fantasma, ballant sobre la taula, es converteix en una caixa de dinamita i explota, i l'home comença a caure maníacament per l'habitació.

## Alliberament
La pel·lícula va ser estrenada per la Star Film Company de Méliès i té el número 311 dels seus catàlegs. Fou imitada per Edwin S. Porter a la pel·lícula de l'Edison Manufacturing Company An Animated Luncheon. El tema fou reprès per Ferdinand Zecca, per Pathé, a la pel·lícula Repas infernal.